# Francesco Noletti

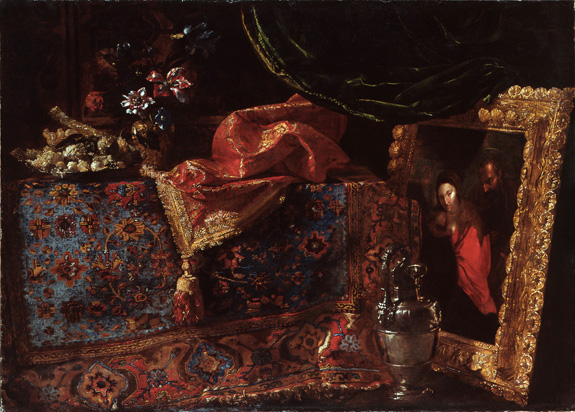
Bodegó amb gerra de plata, catifa turca i llenç de la Sagrada Família, oli sobre llenç, 124 x 173,6 cm., Museu de Belles Arts de Bilbao.

Francesco Noletti, anomenat «il Maltese», (La Valletta?, c. 1611 - Roma, 4 de desembre de 1654) fou un pintor barroc italià, nascut com indica el seu àlies, a l'illa de Malta i especialitzat en la pintura de bodegons.
Els seus bodegons foren atribuïts a Francesco Fieravino, confusa creació del segle xviii, fins que, a començaments de la dècada de 2000, es descobrí la seva veritable identitat, a partir d'un retrat anònim conservat a la Fundació d'Estudis Internacionals de la Valletta, a l'edifici de l'antiga universitat. De la seva biografia consta que cap a 1640, o poc abans, s'establí a Roma, on contragué matrimoni i col·laborà amb Andrea Sacchi, indret on finalment morí el 4 de desembre de 1654. La partida de defunció ho qualificava com «pittore celebri».
Famós ja en vida, encara que el seu cognom aviat s'oblidà, fou elogiosament citat, sempre pel seu àlies, per Cornelis de Bie i Joachim von Sandrart i, més tard, també per Joshua Reynolds, entre diversos altres.
Mancant obres signades, dos gravats publicats el 1703 per Jacobus Coelemans han servit de base per fixar el seu estil, en el qual alguns elements es repeteixen. Els seus rics bodegons es caracteritzen per la presència de catifes turques, tapisseries i cortines cobrint les taules i cartel·les sobre les quals reposen peces de vaixella, flors i fruites capritxosament disposades al costat d'algun objecte preciós, instruments musicals i quadres o miralls emmarcats. Tres bodegons, identificats ja com a obres seves, segons l'historiador de l'art Alfonso Pérez Sánchez, es conserven al Museu de Belles Arts de Bilbao, en el qual ingressaren a la dècada de 1920 amb atribucions a Antonio de Pereda i a Pieter Boel.